# IHF Super Globe de 2012
O IHF Super Globe de 2012 foi a sexta edição do torneio de clubes continentais, sediado em Doha, Qatar, entre os dias 27 de agosto a 1 de setembro no Al-Gharafa Sports Club Hall.
O Atlético Madrid foi o campeão ao vencer o THW Kiel por 28-23 na final.

## Edição 2012
| Grupo A                                                       | Grupo B                                        |
| ------------------------------------------------------------- | ---------------------------------------------- |
| Atlético Madrid Zamalek SC Metodista São Bernardo El Jaish SC | THW Kiel Mudhar Club Al Sadd Sydney University |

## Classificação final
| 1 | Atlético Madrid        |
| 2 | THW Kiel               |
| 3 | Al Sadd                |
| 4 | Zamalek SC             |
| 5 | El Jaish SC            |
| 6 | Metodista São Bernardo |
| 7 | Mudhar Club            |
| 8 | Sydney University      |